# 다카시마야 타임스 스퀘어

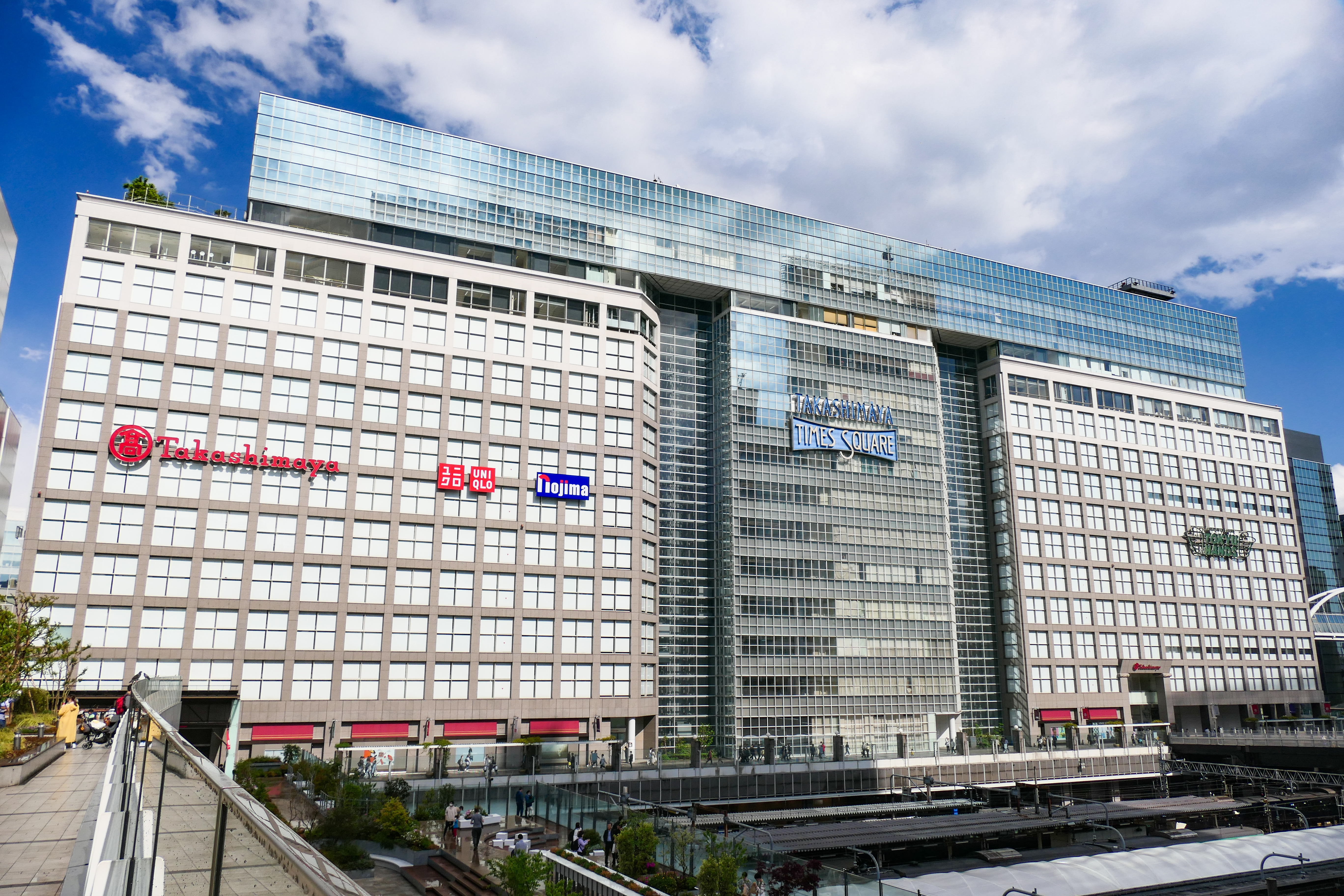
다카시마야 타임스 스퀘어

다카시마야 타임스 스퀘어(일본어: タカシマヤタイムズスクエア 다카시마야타이무즈스쿠에아[*], 영어: Takashimaya Times Square)는 도쿄도 시부야구 센다가야에 있는 백화점 및 전문점 등으로 구성된 복합 상업 시설이다. 다카시마야가 운영하고있다. 주소는 시부야이지만, 신주쿠 역 앞에 있어, 신주쿠 지역에 포함된다. 건물의 정식 명칭은 타임스 스퀘어 빌딩(일본어: タイムズスクエアビル 타이무즈스쿠에아비루[*])이며, 도큐 핸즈 등 다카시마야에 속하지 않는 세입자 위치 표기에 사용된다.